# Parthština
Parthština je mrtvý severozápadní íránský jazyk, jímž se mluvilo v Parthské říši (248 př. n. l. – 224). Je též nazývána pahlaví, což je však termín kterým může být v závislosti na kontextu označováno též písmo kterým byla zapisována, středoperštinu nebo dialekty západního Íránu.
Po zániku Parthské říše byla užívána jako jazyk epických děl, která byla následně asimilována do středoperské literatury. Příkladem je středoperský epos Ajádgár í Zarérán „Památka Zarérova“, s řadou přejatých slov z parthštiny, což napovídá o to že se jedná původně o text parthský. Z těchto důvodů se adjektivum parthský počalo používat ve smyslu „hrdinský, starý, dávný“. Od 6. století již byla užívána jen jako liturgický jazyk středoasijskými manichejci. Íránští muslimové, mluvící ranou novoperštinou, následně počali termín pahlaví používat pro středoperštinu jíž mluvili perští zarathušristé, ač ti sami o svém jazyku mluvili jako o pársí. Kromě toho se v rané novoperštině slovo páhlaví, respektive pahlaviját, používalo i pro poesii v dialektech západního Íránu.

## Příklady

### Číslovky
| Parthsky | Česky |
| ēw       | jeden |
| dō       | dva   |
| hrē      | tři   |
| čafār    | čtyři |
| panǰ     | pět   |
| šwah     | šest  |
| haft     | sedm  |
| hašt     | osm   |
| nah      | devět |
| das      | deset |